# Planistromella conglomeratiformis
Planistromella conglomeratiformis är en svampart som först beskrevs av Bubák & Vleugel, och fick sitt nu gällande namn av Aptroot 2006. Planistromella conglomeratiformis ingår i släktet Planistromella och familjen Planistromellaceae.  Arten är reproducerande i Sverige. Inga underarter finns listade i Catalogue of Life.